# كرشيشوفيتسي

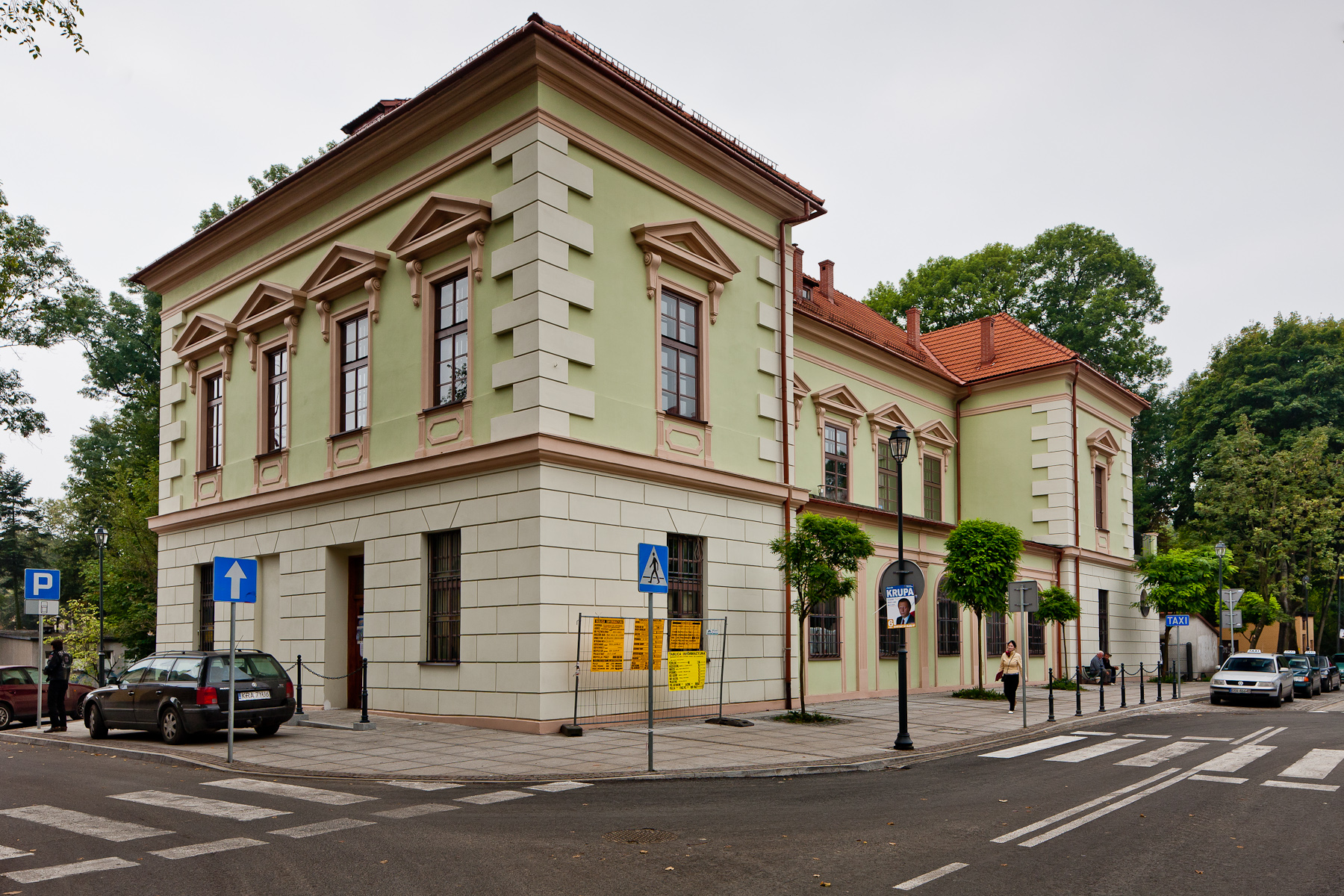
قصر فوكسهول في Krzeszowice

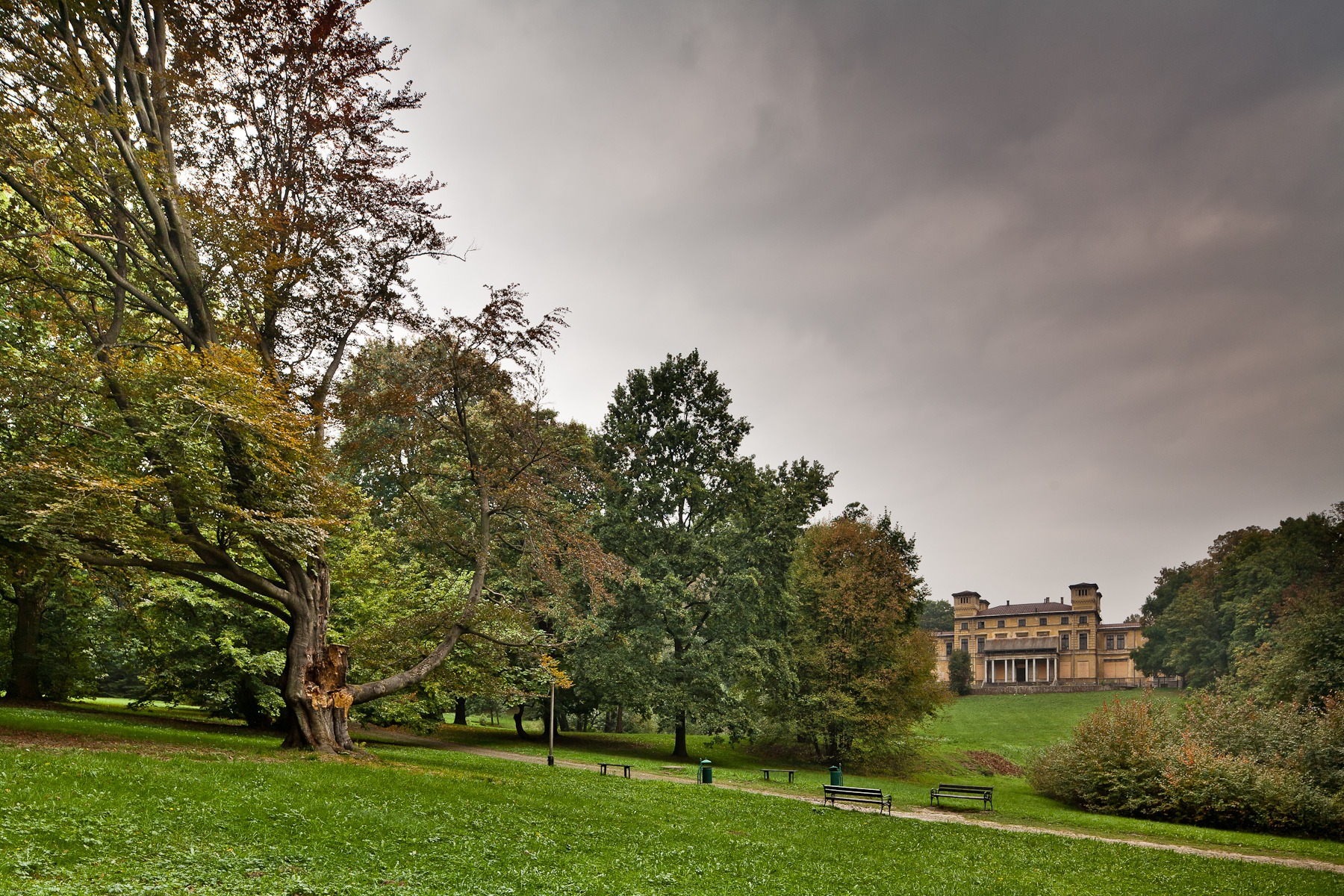
قصر ومنتزه Potocki في Krzeszowice

كرشيشوفيتسي، هي مدينة في جنوب بولندا تقع في محافظة بولندا الصغرى. اعتبارًا من عام 2004، كان عدد سكانها 9993 نسمة. ينتمي كرشيشوفيتسي إلى منطقة كراكوف متروبوليتان،ويقع على بعد 25 كيلومترًا غرب وسط مدينة كراكوف.يوجد في المدينة محطة سكة حديد، على طريق رئيسي من كراكوف إلى كاتوفيتشي،وتقع على طول الطريق الوطني79 ان ار.الذي ينتقل من وارسو إلى بايتوم . في 1928-1966 كان للبلدة مكانة منتجع صحي . يوجد في كرشيشوفيتسي نادي رياضي يسمى سويت، تأسس عام 1923.
يقع كرشيشوفيتسي في الجزء الجنوبي من كراكوف شيستوشوا أبلاند، مع العديد من الكهوف والوديان في المنطقة. في عام 1981،عندما تم إنشاء مجمع حدائق جورا لاندسكيب، تمت إضافة ثلاث حدائق من جيمينا(حديقة رودنيا لاندسكيب) و حديقة تنزينك المناظر الطبيعية وحديقة المناظر الطبيعية في وديان كراكوف في عام 2008 ، تم اختياره مع 19 قرية في أوروبا - ألمانيا وبولندا وإيطاليا وإسبانيا - للفيلم الوثائقي الإسباني «قرى أوروبا» بويبلوس دي يوروبا، من إنتاج خوان فروتوس(مجموعة ألوان الاتصالات) و أورانج للإنتاج اس إل.

## التاريخ
يأتي ذكر كرشيشوفيتسي لأول مرة من عام 1286،عندما سمح أسقف كراكوف باو برزمانكووا لرجل يدعى فريتشيك فريتون بتحديد موقع قرية كريسويسي. بحلول عام 1337، كان لدى كرشيشوفيتسي بالفعل كنيسة خشبية للقديس مارتن.في منتصف القرن الخامس عشر، كان بها مدرسة ومنزل عام. في عام 1555، ينتمي إلى كرشيشوفيتسي ستانيسلو تشيزكي، ثم كانت مملوكة من قبل العديد من العائلات النبيلة - الأسرة سينياوسكي، عائلة أوبالينسكي، عائلة تشارتورسكي، عائلة لوبوميرسكي، ومنذ 1816، وعائلة بوتوكي .
في أوائل القرن السابع عشر، اكتشف كاهن أبرشية كرشيشوفيتسي، القس برنارد بوتشينسكي، مزايا المياه المعدنية المحلية، الذي ذكرها في سجلات أبرشية عام 1625. في عام 1778،افتتح الأمير أوغست كزارتوريسكي الحمامات الأولى هنا، وبعد ذلك بفترة وجيزة، بدأ المرضى في زيارة كرزيسزوفيتسه.في 1783-1786، تم بناء قصر فوكسهول،وفي عام 1819،تم افتتاح الحمام الأخضر . بدأت كرشيشوفيتسي في الازدهار، في 1809-1815 و 1855-1867 ، كانت المدينة مركزًا للمقاطعة. في 1815-1846 ، كان كرشيشوفيتسي ينتمي إلى مدينة كراكوف الحرة، وإلى النمسا في 1846-1918 داخل دوقية كراكوف الكبرى، كرزنو Bezirkshauptmannschaft .

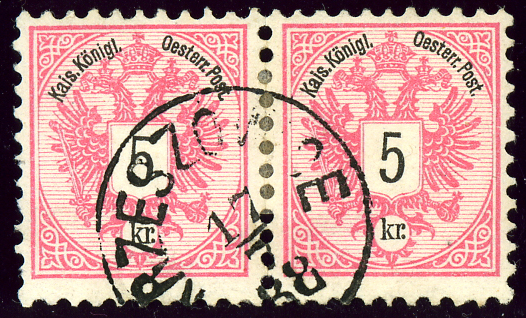
تم إلغاء زوج النمسا KK 5 kreuzer في عام 1888

تم افتتاح مستشفى هنا عام 1829،ومأوى للفقراء عام 1843، وفي عام 1844 تم بناء كنيسة قوطية جديدة.في عام 1847 استقبل كرشيشوفيتسي محطة سكة حديد، على طول الطريق المبني حديثًا من كراكوف إلى ميسوفيتسه. شارك السكان المحليون في انتفاضة كراكوف ، وساعدوا المتمردين البولنديين من الكونغرس الذي تسيطر عليه روسيا في بولندا،خلال انتفاضة يناير. في 1850-1855،تم بناء قصر بوتوكي،على طراز عصر النهضة الإيطالي، جنبًا إلى جنب مع الحديقة الإنجليزية. القصر بكافة تفاصيله لم يكتمل حتى عام 1870.
بحلول عام 1910،كان عدد سكان كرشيشوفيتسي 2619، منهم 18٪ اليهود.استمرت المدينة في التطور، مع افتتاح العديد من الشركات الجديدة هنا في أواخر القرن التاسع عشر وأوائل القرن العشرين.في 3 ديسمبر1924، تم تأسيس كرشيشوفيتسي رسميًا كمدينة.تم بناء أحياء جديدة وكتل من الشقق، وبحلول عام1931،ارتفع عدد السكان إلى 3391. خلال الحرب العالمية الثانية، كان كرشيشوفيتسي ينتمي إلى الحكومة العامة.تم ترميم قصر بوتوكي بواسطة عامل رقيق بولندي بأمر من النازيين وأعاد الألمان تسميته إلى هاوس كريسندورف، ليصبح المقر الصيفي لهانس فرانك . قُتل جميع المواطنين اليهود تقريبًا في الهولوكوست . انتهى الاحتلال الألماني لكرزوفيتسه في 19 يناير 1945.

## معالم

### هندسة معمارية
- كنيسة القديس مارتن على الطراز القوطي الجديد
- قصر بوتوكي
- قصر فوكسهول

### المتنزهات والحدائق
- حدائق بوتوكي

### المتاحف وصالات العرض
- متحف أرض Krzeszowice ، معرض فني صغير مع الفن والأشياء والأثاث.

## دين

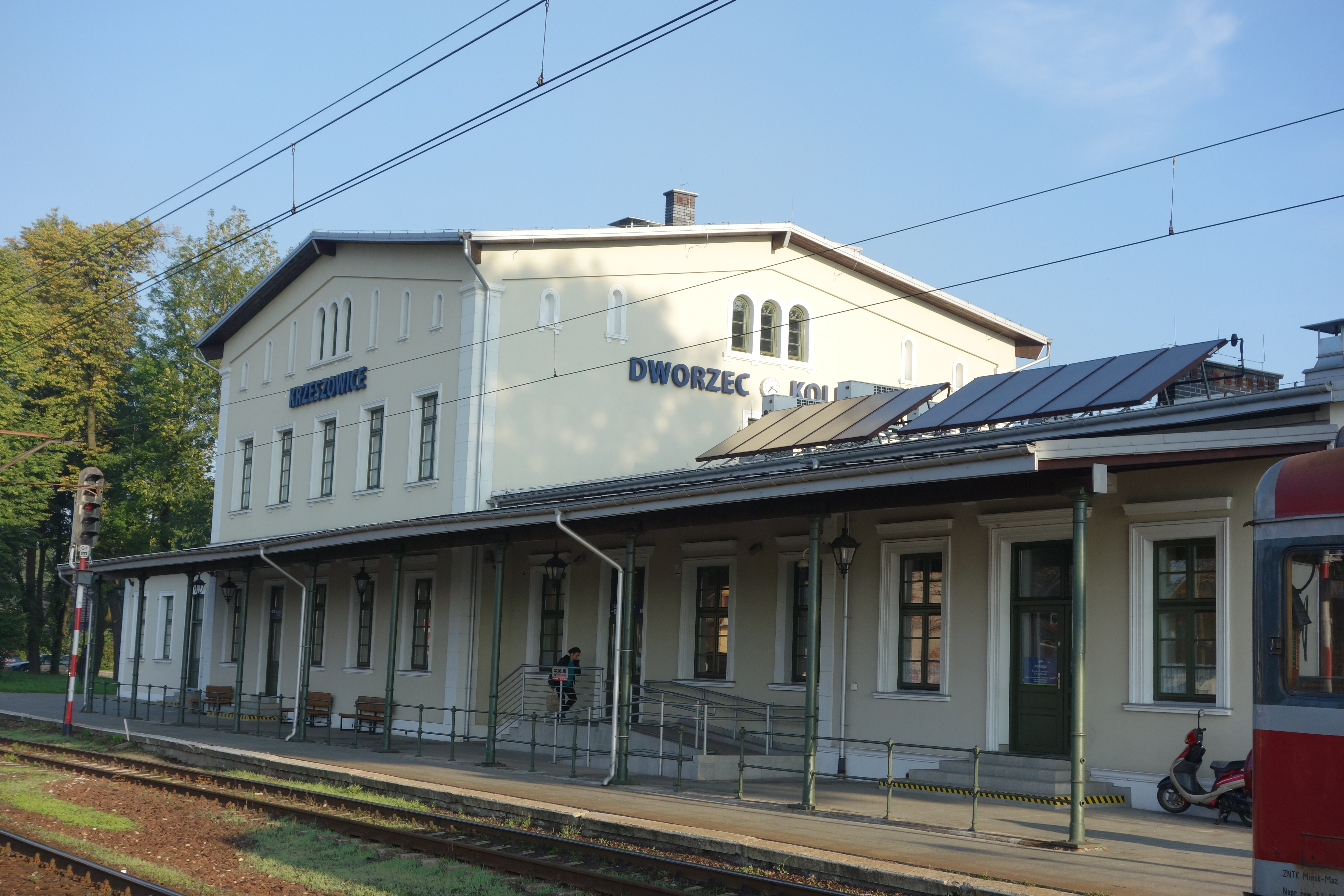
محطة سكة حديد Krzeszowice

- الكاثوليكية الرومانية (كنيسة القديس مارتن، شارع جرونوالدزكا2)
- شهود يهوه (مجمع كرزيسزوفيتسه، شارع كوسيوسزكي 49) [7]

## روابط خارجية
- الموقع الرسمي Krzeszowice
- منتدى غير رسمي في Krzeszowice نسخة محفوظة 2 أكتوبر 2018 على موقع واي باك مشين.
- صور من Krzeszowice
- الجالية اليهودية في Krzeszowice على Virtual Shtetl